# 朱範𡊁
韓靖王朱範𡊁（1421年—1450年），明朝第四代韓王，恭王朱沖𤊨的庶第二子，母余氏，王妃劉氏。
他於永樂十九年（1421年）出生，在正統二年（1437年）受封西鄉王，正統三年（1438年）成婚，正統十一年（1446年）襲封韓王，他在位四年，在景泰元年（1450年）去世，同年其庶長子朱徵釙嗣位。

## 家庭

### 妻妾
- 正妃劉氏，西安後衛指揮僉事劉定之女，朱範𡊁去世，自盡殉節，諡曰貞烈
- 彭氏，朱徵釙之母
- 平氏，朱徵鍉之母

### 子
- 庶長子 韓惠王朱徵釙
- 庶次子 漢陰恭懷王→漢陰庶人朱徵鍉

| 無 原因：明政府封之 | 明西鄉國國王 1437年－1446年 | 無 原因：襲封韓藩國，封國廢除 |
| 前任： 兄懷王朱範圯 | 明韓國國王 1446年－1450年   | 繼任： 子惠王朱徵釙           |